# Kloosterbibliotheek Wittem

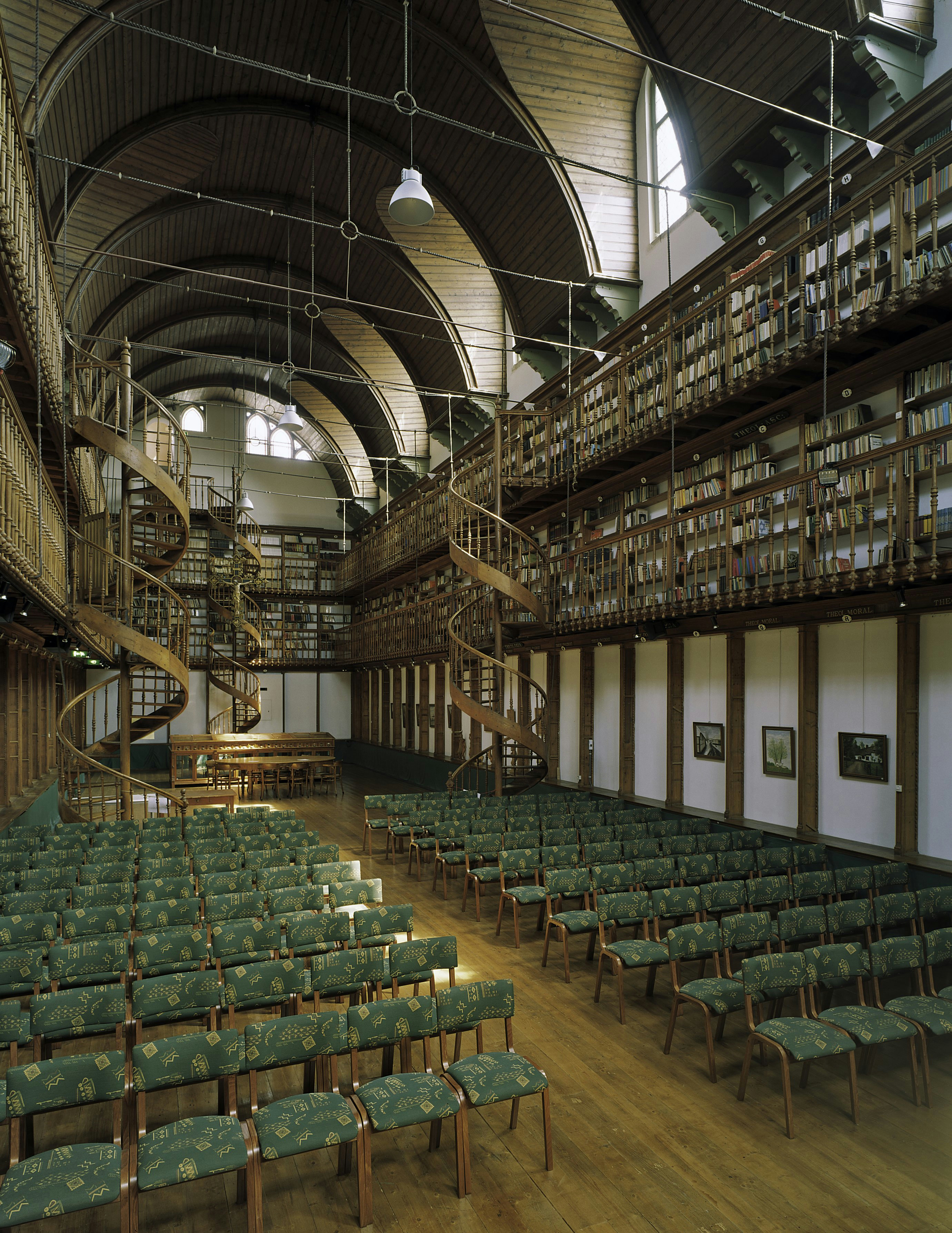
De kloosterbibliotheek in 2004

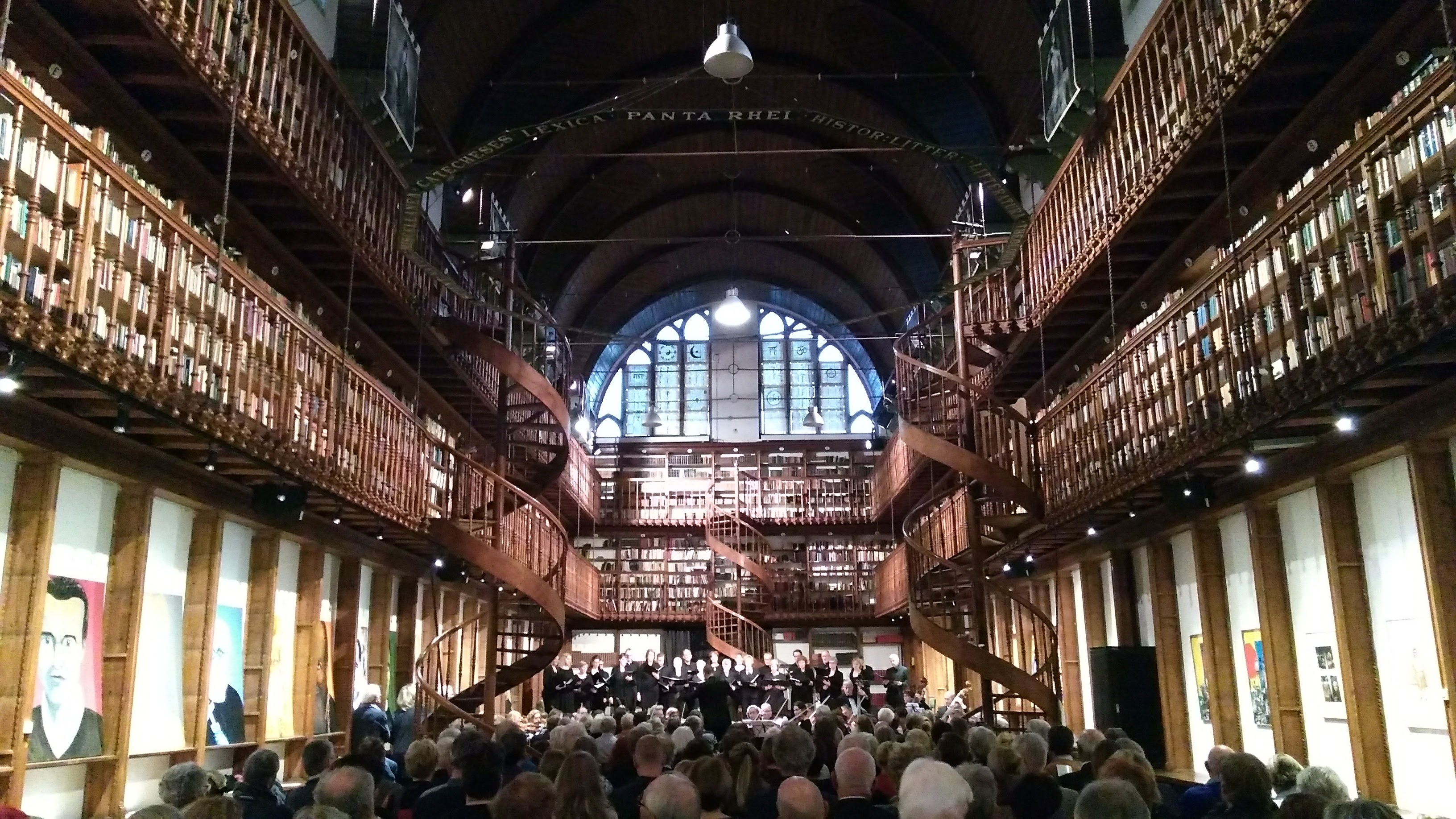
Kloosterbibliotheek Wittem tijdens een concert in 2017

Kloosterbibliotheek Wittem is een rond 1890 gebouwde kloosterbibliotheek in Wittem (gemeente Gulpen-Wittem). De bibliotheek is een monumentaal onderdeel van het grote kloostercomplex Klooster Wittem en daarmee ook opgenomen in het rijksmonumentenregister.

## Ontstaan
In 1836 betrok de congregatie van de redemptoristen het voormalige Kapucijnenklooster in Wittem, dat sinds de Franse Revolutie verlaten en vervallen was. Aan de snel groeiende kloostergemeenschap werd al spoedig een priesteropleiding toegevoegd waardoor grote behoefte ontstond aan een studiebibliotheek.

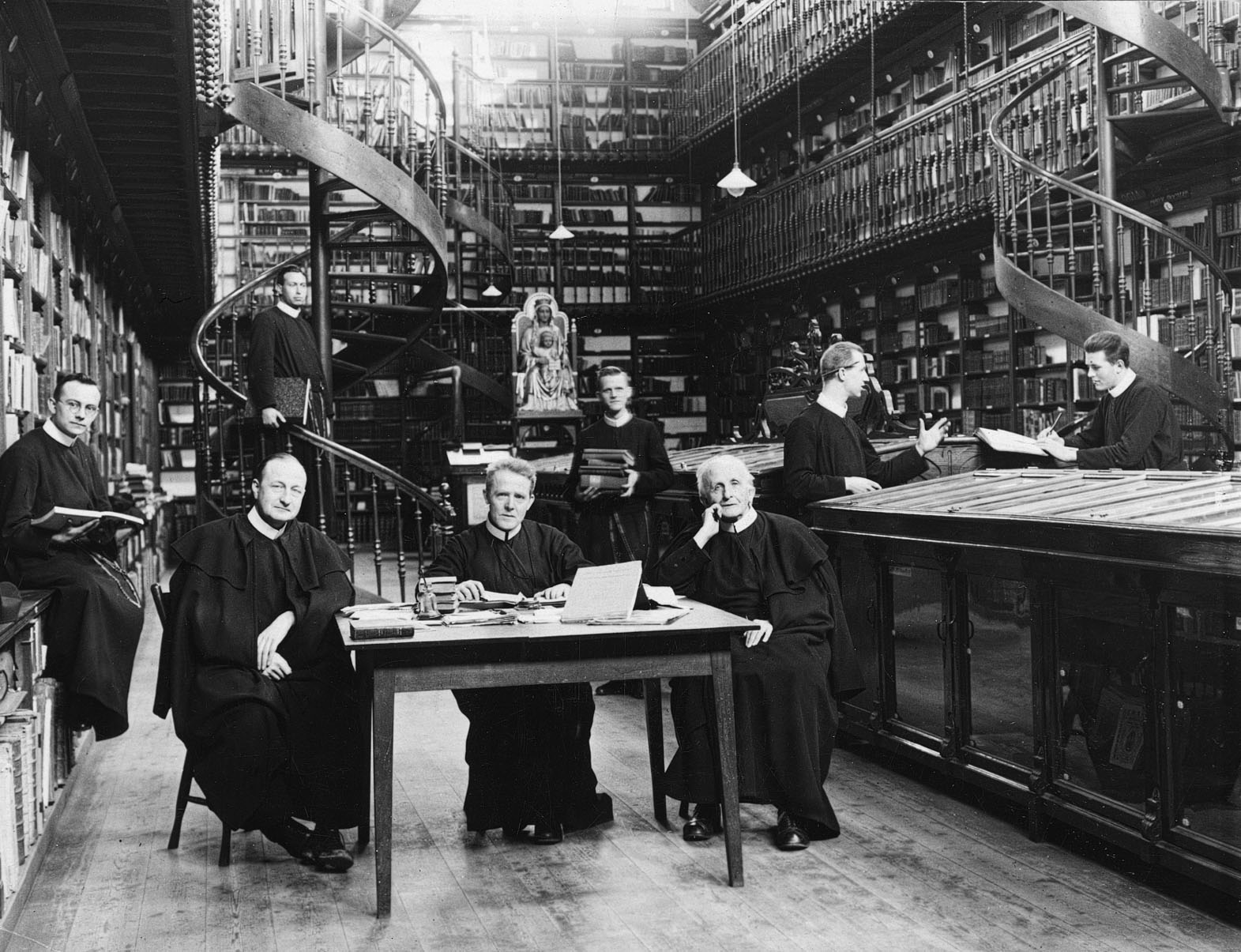
Kloosterbibliotheek Wittem in de vroege 20e eeuw, waarschijnlijk rond 1914

Deze bibliotheek werd gerealiseerd onder leiding van pater Van Rossum (de latere kardinaal), tegelijk met een grootscheepse verbouwing en uitbreiding van het oorspronkelijke kloostercomplex. De imponerende ruimte met veel fraai bewerkt hout en een houten tongewelf is bijna 32 meter lang en ruim 8 meter breed. De begane grond en de twee galerijen boden plaats aan tienduizenden boeken ten behoeve van de (in de hoogtijdagen van het studiehuis) ruim 200 priesterstudenten. 

## Van studiebibliotheek naar cultureel podium
In 1968 verhuisde de priesteropleiding naar Heerlen en verloor de kloosterbibliotheek zijn belangrijkste functie. De deels kostbare boekencollectie werd vrijwel geheel overgedragen aan de Katholieke Universiteit van Nijmegen en de bibliotheek kwam leeg te staan. Deze leegstand duurde tot in de jaren '90 en de aardbeving van 1992 zorgde voor schade aan de constructie. Daarna vond groot onderhoud plaats en werd er naar een nieuwe bestemming voor de ruimte gezocht. Rond 2000 werden de boekenkasten weer grotendeels gevuld met religieuze boeken en kwam de zaal ook ter beschikking voor culturele evenementen van diverse aard zoals concerten, lezingen en exposities. Omdat de ruimte vanwege een bijzonder goede akoestiek en de monumentale ambiance zeer geschikt is voor muziekuitvoeringen maken en maakten diverse culturele organisaties zoals het Orlando Festival, Internationaal muziekfestival Vocallis, de Kunstdagen Wittem en Cultuurfonds Wittem er graag gebruik van voor concerten. Diverse musici met nationale en internationale bekendheid traden er reeds op. De meest bekende naam is wellicht nog altijd die van de zangeres Elisabeth Schwarzkopf. Zij verzorgde al een concert in de Kloosterbibliotheek in de jaren '60. 'Kloosterbibliotheek Wittem' is in de laatste decennia door de overgang van een gesloten studiebibliotheek naar een openbaar cultureel podium steeds meer een zelfstandig begrip geworden buiten het verband met het religieuze Klooster Wittem. 

## Laatste ontwikkelingen
Omdat de redemptoristen-gemeenschap na 2000 snel kromp en het onderhoud van het hele complex een te grote last werd, moest de congregatie in 2020 besluiten om het complex te verkopen. De leden van de gemeenschap bewonen nog een klein deel. Ook de Kloosterbibliotheek ging daarmee over in de handen van een vastgoedbeheerder. De culturele bestemming van de ruimte bleef echter voortbestaan.